# Failed States
Failed States è il sesto album di studio del gruppo punk rock canadese Propagandhi, pubblicato nel 2012 dalla Epitaph Records nel 2012.

## Tracce
1. Note to Self – 5:56
2. Failed States – 1:54
3. Devil's Creek – 2:32
4. Rattan Cane – 3:06
5. Hadron Collision – 1:37
6. Status Update – 1:05
7. Cognitive Suicide – 3:42
8. Things I Like – 1:59
9. Unscripted Moment – 4:10
10. Dark Matters – 3:16
11. Lotus Gait – 3:15
12. Duplicate Keys Icaro (An Interim Report) – 4:34
13. The Fucking Rich Fuck the Poor (bonus track) – 1:19
14. The Days You Hate Yourself (bonus track) – 1:57
15. Failed States (Experimental Prototype) (bonus track) – 1:59

## Formazione
- Chris Hannah - voce, chitarra
- Jord Samolesky - batteria
- Todd Kowalski - basso
- David Guillas - chitarra